# 呂祐吉
呂 祐吉（ヨ・ウギル、여우길、1567年 - 1632年）は、李氏朝鮮の文臣、外交官。字は尚天、号は稚溪。

## 人物
1591年に科挙に及第し、兵曹正郎、平安道都事、司諫院正言、司憲府掌令、成均館直講などを歴任した。1596年には使節の一人として明に赴く。1607年には徳川家康の国書への返書と、文禄・慶長の役の朝鮮人捕虜返還の交渉のため、朝鮮通信使（回答兼刷還使）として来日し、江戸まで宗義智、景轍玄蘇、柳川智永らが随行した後、江戸城で徳川秀忠に拝謁した。1614年には再び明に赴き、江原道観察使などを歴任した。